# 요베촌
요베촌(余部村)은 효고현 시카마군 존재했던 촌이다. 1954년 7월 1일에 히메지시와 합병해 소멸하였다. 현재의 히메지시에 해당한다.
JR 기신선 요베역이 존재하는 곳은 이 장소이며, 1946년 3월 1일에 히메지시와 합병한 이보군 요베촌(현 히메지시 요베구)은 아니다.

## 역사
- 1889년 4월 1일 - 정촌제 시행에 의해 시키사이군 요베촌이 성립하였다.
- 1896년 4월 1일 - 군 통합에 의해 시카마군이 성립하여 소속이 변경되었다.
- 1954년 7월 1일 - 오이치촌, 소사촌, 야기촌, 이토히키촌과 함께 히메지시에 편입되었기 때문에 소멸하였다.

## 교통

### 철도
- 일본국유철도
  - 기신선

## 참고문헌
- 姫路市史編集専門委員会編集「姫路市史」第13巻下史料編近現代3 令和2年5月31日発行